# World Series of Poker Europe
Les World Series of Poker Europe (WSOPE) sont une série de tournois de poker. Ces tournois se déroulaient chaque année à Londres entre 2007 et 2010, puis à Cannes en 2011 et 2012. L'édition 2013 a eu lieu à Enghien-les-Bains. À partir de 2014, les WSOPE (2015, 2017,...) se dérouleront en alternance avec les World Series of Poker Asia Pacific (2014, 2016,...).

## Résultats

### 2007 (Londres)
| Tournoi                              | Vainqueur        | Prix        | Finaliste       |
| ------------------------------------ | ---------------- | ----------- | --------------- |
| 2 500 £ H.O.R.S.E.                   | Thomas Bihl      | 70 875 £    | Jennifer Harman |
| 5 000 £ Pot Limit Omaha              | Dario Alioto     | 234 390 £   | Istvan Novak    |
| 10 000 £ No Limit Hold'em Main Event | Annette Obrestad | 1 000 000 £ | John Tabatabai  |

### 2008 (Londres)
| Tournoi                              | Vainqueur        | Prix      | Finaliste         |
| ------------------------------------ | ---------------- | --------- | ----------------- |
| 1 500 £ No Limit Hold'em             | Jesper Hougaard  | 144 218 £ | Fuad Serhan       |
| 2 500 £ H.O.R.S.E.                   | Sherkhan Farnood | 76 999 £  | Ivo Donev         |
| 5 000 £ Pot Limit Omaha              | Theo Jorgensen   | 218 626 £ | Sorel Mizzi       |
| 10 000 £ No Limit Hold'em Main Event | John Juanda      | 868 800 £ | Stanislav Alekhin |

### 2009 (Londres)
| Tournoi                                   | Vainqueur       | Prix      | Finaliste       |
| ----------------------------------------- | --------------- | --------- | --------------- |
| 1 000 £ No Limit Hold'em                  | John Paul Kelly | 136 803 £ | Fabien Dunlop   |
| 2 500 £ Pot Limit Hold'em/Pot Limit Omaha | Erik Cajelais   | 104 677 £ | Mats Gavatin    |
| 5 000 £ Pot Limit Omaha                   | Jani Vilmunen   | 204 048 £ | Howard Lederer  |
| 10 000 £ No Limit Hold'em Main Event      | Barry Shulman   | 801 603 £ | Daniel Negreanu |

### 2010 (Londres)
| Tournoi                              | Vainqueur     | Prix      | Finaliste           |
| ------------------------------------ | ------------- | --------- | ------------------- |
| 2 500 £ No Limit Hold’em Six-Handed  | Phil Laak     | 170 802 £ | Andrew Pantling     |
| 5 000 £ Pot Limit Omaha              | Jeff Lisandro | 159 514 £ | Joe Serock          |
| 1 000 £ No Limit Hold'em             | Scott Shelley | 133 857 £ | John Paul Kelly     |
| 10 000 £ No Limit Hold'em Heads-Up   | Gus Hansen    | 288 409 £ | Jim Collopy         |
| 10 000 £ No Limit Hold'em Main Event | James Bord    | 830 401 £ | Fabrizio Baldassari |

### 2011 (Cannes)
| Tournoi                                  | Vainqueur         | Prix        | Finaliste         |
| ---------------------------------------- | ----------------- | ----------- | ----------------- |
| 2 680 € No Limit Hold’em Six-Handed      | Guillaume Humbert | 215 999 €   | Azusa Maeda       |
| 1 090 € No Limit Hold'em                 | Andrew Hinrichsen | 148 030 €   | Gianluca Speranza |
| 5 300 € Pot Limit Omaha                  | Steve Billirakis  | 238 140 €   | Michele Di Lauro  |
| 3 200 € No Limit Hold'em Shootout        | Tristan Wade      | 182 048 €   | Michael Watson    |
| 10 400 € No Limit Hold'em (Split Format) | Michael Mizrachi  | 336 008 €   | Shawn Buchanan    |
| 1 620 € Pot Limit Omaha Six-Handed       | Philippe Boucher  | 124 584 €   | Michel Dattani    |
| 10 400 € No Limit Hold'em Main Event     | Elio Fox          | 1 400 000 € | Chris Moorman     |

### 2012 (Cannes)
| Tournoi                              | Vainqueur                 | Prix        | Finaliste       |
| ------------------------------------ | ------------------------- | ----------- | --------------- |
| 2 700 € Six Handed No Limit Hold'em  | Imed Ben Mahmoud          | 147 099 €   | Yannick Bonnet  |
| 1 100 € No Limit Hold'em             | Antonio Esfandiari        | 126 207 €   | Remi Bollengier |
| 5 300 € Pot Limit Omaha              | Roger Hairabedian         | 142 590 €   | Ville Mattila   |
| 3 250 € No Limit Hold'em Shootout    | Giovanni Rosadoni         | 107 614 €   | Dan O'Brien     |
| 10 450 € Mixed Max No Limit Hold'em  | Jonathan Aguiar           | 258 047 €   | Brandon Cantu   |
| 1 650 € Six Handed Pot Limit Omaha   | Francisco Da Costa Santos | 83 275 €    | Ana Marquez     |
| 10 450 € No Limit Hold'em Main Event | Phil Hellmuth             | 1 058 403 € | Sergii Baranov  |

### 2013 (Enghien-les-Bains)
| Tournoi                               | Vainqueur         | Prix        | Finaliste           |
| ------------------------------------- | ----------------- | ----------- | ------------------- |
| 1 100 € Ladies No Limit Hold'em       | Jackie Glazier    | 21 850 €    | Maryline Valente    |
| 1 100 € No Limit Hold'em Re-Entry     | Henrik Johansson  | 129 700 €   | Adriano Torregrossa |
| 5 300 € Mixed-Max No Limit Hold'em    | Darko Stojanovic  | 188 160 €   | Dan O'Brien         |
| 1 650 € Pot Limit Omaha               | Jeremy Ausmus     | 70 324 €    | Juha Helppi         |
| 2 200 € No Limit Hold'em (9-handed)   | Roger Hairabedian | 148 820 €   | Erik Seidel         |
| 3 250 € Mixed-Max Pot Limit Omaha     | Noah Schwartz     | 104 580 €   | Ludovic Lacay       |
| 10 450 € No Limit Hold'em Main Event  | Adrián Mateos     | 1 000 000 € | Fabrice Soulier     |
| 25 600 € High Roller No Limit Hold'em | Daniel Negreanu   | 725 000 €   | Nicolau Villa-Lobos |

### 2015 (Berlin)
| Tournoi                                 | Vainqueur             | Prix      | Finaliste           |
| --------------------------------------- | --------------------- | --------- | ------------------- |
| 2 200 € Six Handed No Limit Hold'em     | Makarios Avramidis    | 105 000 € | Frederic Schwarzer  |
| 550 € The Oktoberfest No Limit Hold'em  | Dietrich Fast         | 157 749 € | John Gale           |
| 3 250 € Eight Handed Pot Limit Omaha    | Richard Gryko         | 126 345 € | Mike Leah           |
| 1 650 € Monster Stack No Limit Hold'em  | Ryan Hefter           | 176 205 € | Gilbert Diaz        |
| 2 200 € Mixed Event                     | Alex Komaromi         | 65 740 €  | Scott Clements      |
| 3 250 € No Limit Hold'em                | Pavlos Xanthopoulos   | 182 510 € | Mario Lopez         |
| 550 € Pot Limit Omaha                   | Barny Boatman         | 54 725 €  | Grzegorz Grochulski |
| 1 100 € Turbo No Limit Hold'em Re-Entry | Georgios Sotiropoulos | 112 133 € | Paul Tedeschi       |
| 10 450 € No Limit Hold'em Main Event    | Kevin MacPhee         | 883 000 € | David López         |
| 25 600 € High Roller No Limit Hold'em   | Jonathan Duhamel      | 554 395 € | Davidi Kitai        |